# Fender Stratocaster
Fender Stratocaster (или Strat) — модель электрогитары, разработанной Джорджем Фуллертоном, Лео Фендером и Фредди Таваресом в 1954 году и выпускаемой вплоть до настоящего времени. Stratocaster использовался многими гитаристами, и поэтому её можно услышать на многих исторических записях. Наряду с Gibson Les Paul, Gibson SG и Fender Telecaster является одной из самых известных и распространённых моделей электрогитар в мире.
Stratocaster очень широко копируется, в результате чего название «Stratocaster» или «Strat» часто используют для обозначения любой гитары с теми же техническими особенностями, независимо от производителя.

## Происхождение
Fender Electric Instrument Manufacturing Company (известная сейчас как Fender Musical Instruments Corporation) в 1948 году разработала первую коммерческую «испанскую» электрогитару (в противовес «гавайской», или лэп-стил) — Telecaster, простую по конструкции. Ранние её варианты были представлены под названиями Esquire (с одним датчиком), а так же Broadcaster. Пока Fender Telecaster и его модификации пользовались успехом, многие гитаристы того времени использовали «Bigsby» — подпружиненное тремоло-устройство, которое использовалось музыкантами для сдвига нот вверх и вниз.

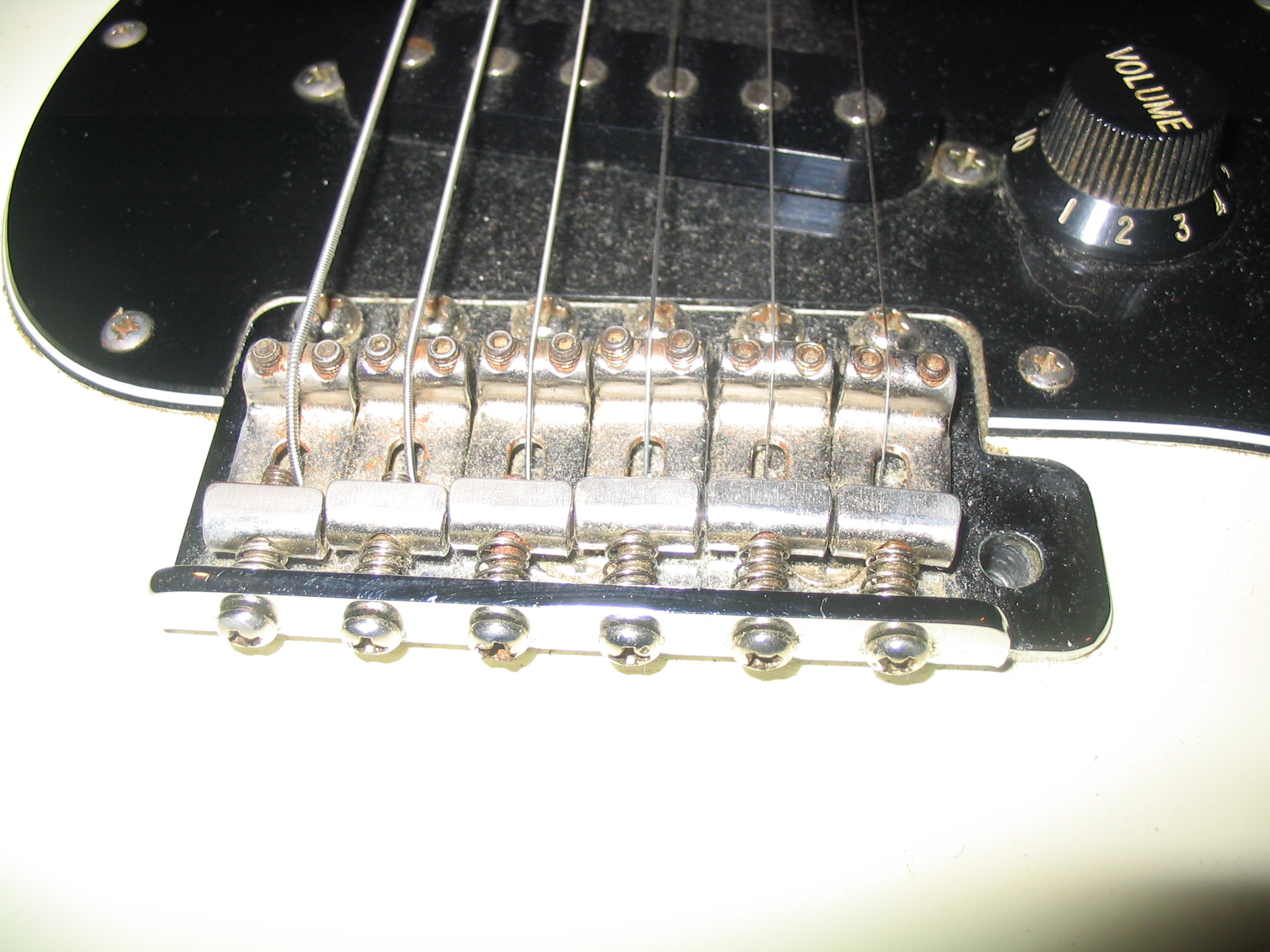
«Синхронизированное тремоло» Fender Stratocaster.

Вместо того, чтобы добавить «Bigsby», Лео Фендер решил произвести новую, более дорогую линейку гитар из ясеня и ольхи с его вибрато собственной конструкции, которое он неправильно называл «synchronized tremolo» («синхронизированным тремоло»).

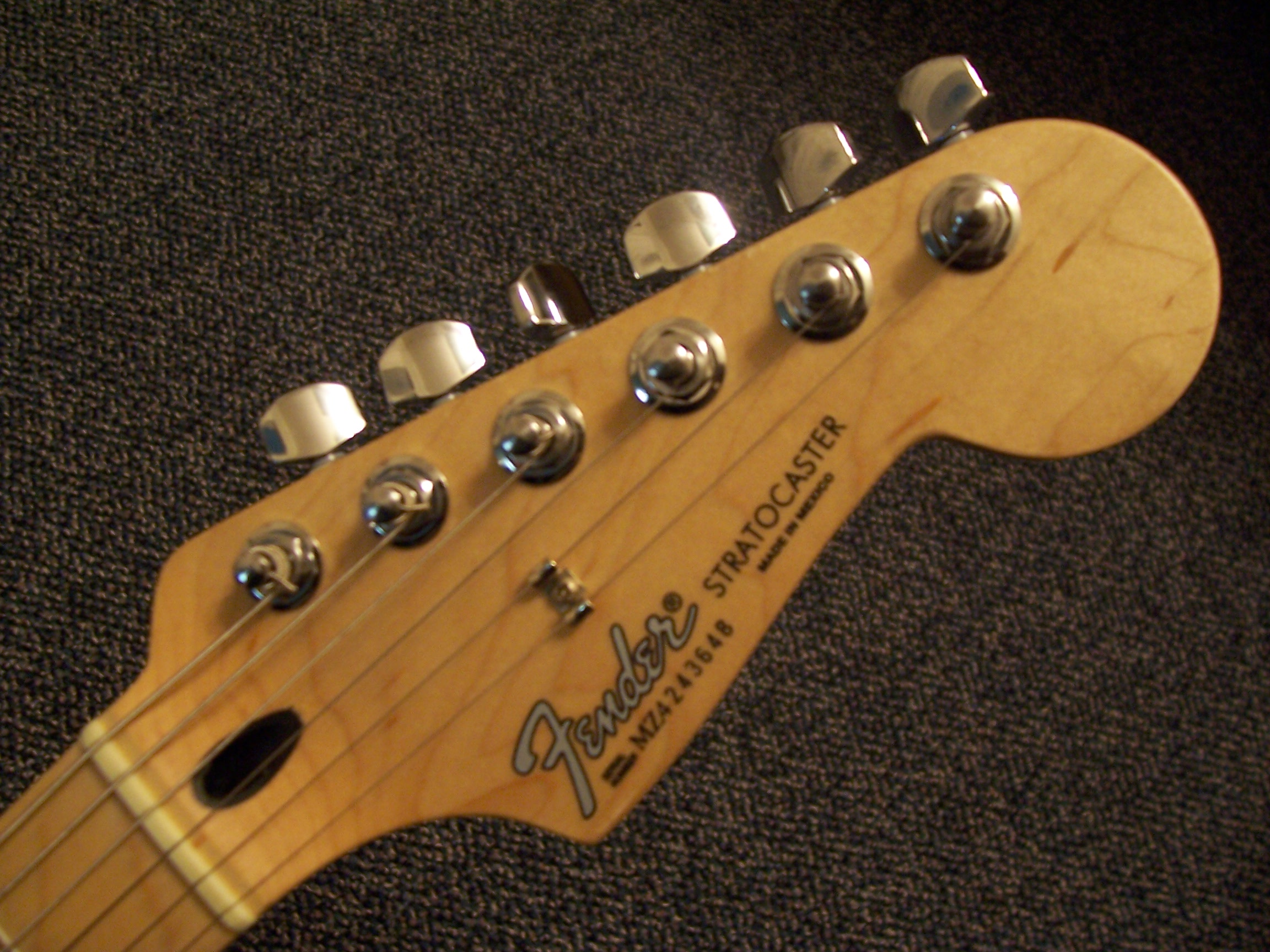
Запатентованная форма головки грифа «C-neck».

На его решение также повлияли гитаристы Рекс Гэлион (Rex Gallion) и Билл Карсон (Bill Carson), которые попросили сгладить острые грани Fender Telecaster; форма нового ясеневого корпуса была основана на форме Fender Precision Bass — модели 1951 года.
Название «Stratocaster» должно было вызывать ассоциации с новыми технологиями (такими как Boeing B-52 Stratofortress), и выражать современную дизайнерскую философию Fender. При проектировании корпуса важные области гитары — задняя часть и место отдыха руки — были скошены для лучшего прилегания к груди и рукам музыканта. Также имеются два выреза для облегчения доступа к верхним ладам. Новый «Comfort Contour Body» и «Synchronized Tremolo»-бридж сделали дизайн Fender Stratocaster революционным. Гитара также имела более сложную электронику, чем Fender Telecaster: три сингловых звукоснимателя с AlNiCo-магнитами (сплав алюминия, никеля и кобальта); трёхпозиционный переключатель (с 1977 года — пятипозиционный); регулятор громкости и два регулятора тембра. Схема с тремя сингловыми датчиками была новшеством, уже использованным Gibson в их модели ES-5, выпускавшейся с 1949 года, однако датчики Fender были более компактными.
Линейка продуктов Stratocaster появилась на рынке в начале 1954 года по цене 249,5 $ (около 1850 $ по курсу 2007 года). Стандартная модель имела следующие особенности:
- цельный кленовый гриф с 21 ладом;
- «маленькая» головка грифа;
- старый стиль логотипа Fender (т. н. «макароны»);
- никелированные колки Kluson;
- крепление грифа на четырёх винтах;
- гайка анкера со стороны последнего лада или в головке грифа;
- тремоло из двух частей с отдельным килем;
- никелированные стальные сёдла с штампом Fender;
- однослойная белая накладка на восьми винтах;
- три сингла с профилированными сердечниками;
- ясеневый (после 1956 года — ольховый) корпус;
- эргономичный дизайн;
- покрытие нитроцеллюлозным лаком.

Другие производители быстро начали имитировать эти новшества.
Ранний вариант Stratocaster был ключевым компонентом стиля Бадди Холли, наряду с его очками в чёрной оправе. Он был одним из первых музыкантов, популяризовавших Stratocaster в рок-музыке. И на его могильном камне, и на его статуе на Аллее Славы в Техасе присутствует Stratocaster.

## Звучание и удобство игры
В большой мере популярность Fender Stratocaster объясняется его универсальностью. Бриджевый, средний и нековый («ритм», «нормальный тембр» и «соло» соответственно) датчики обеспечивали широкий диапазон звучаний. Стандартные датчики выдавали яркий и чистый звук, богатый гармониками.
Конструкция механизма «Fender synchronized tremolo», реализованная в Fender Stratocaster, стала одной из самых копируемых, превосходя все последующие, включая более позднюю конструкцию — «Floating bridge», разработанную также Лео Фендером.
Fender Telecaster также остался в производстве. И Stratocaster, и Telecaster процветали в виде двух семейств гитар, включавших много их вариантов.

## Дизайн и известные изменения

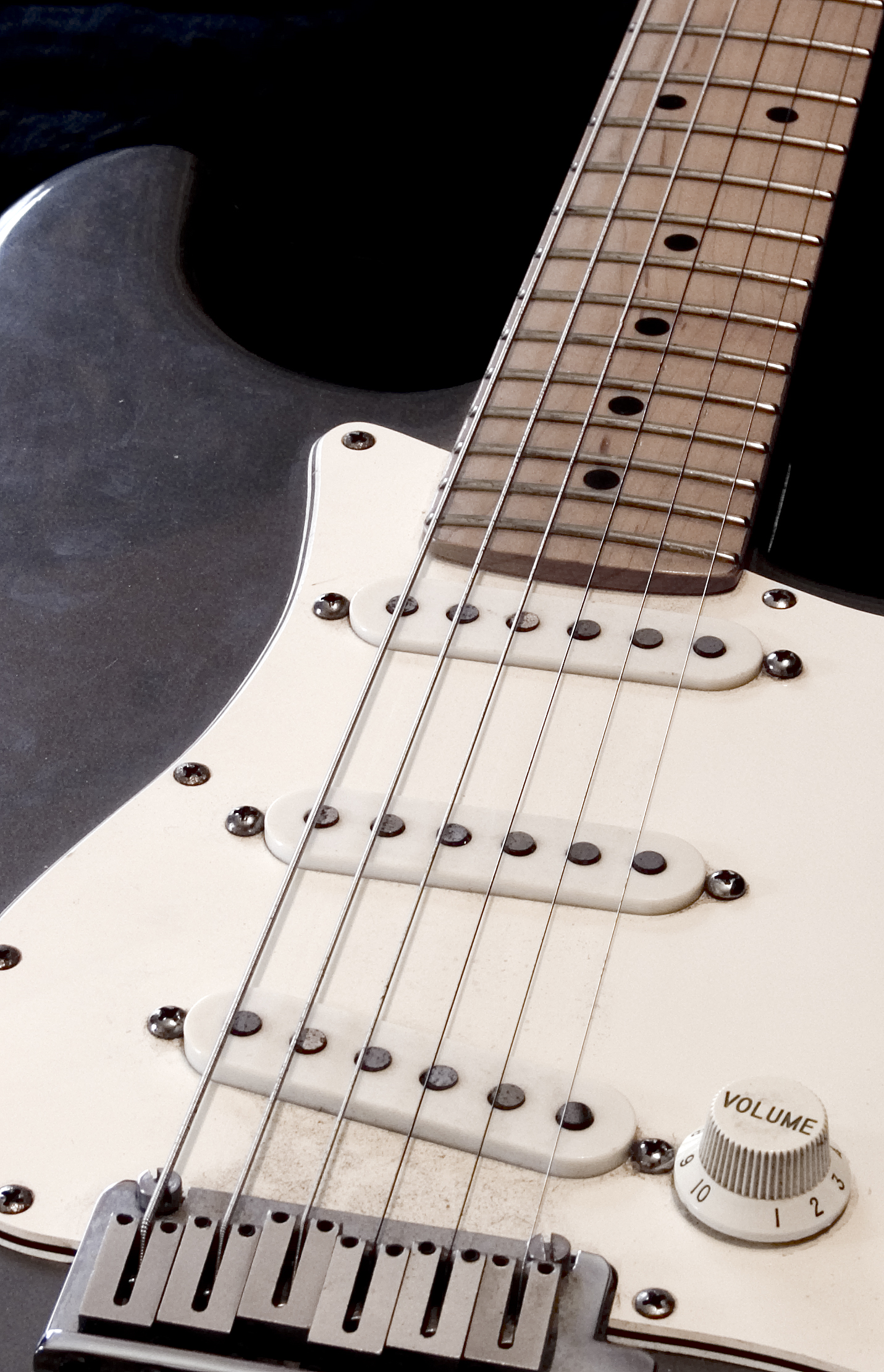
Stratocaster крупным планом

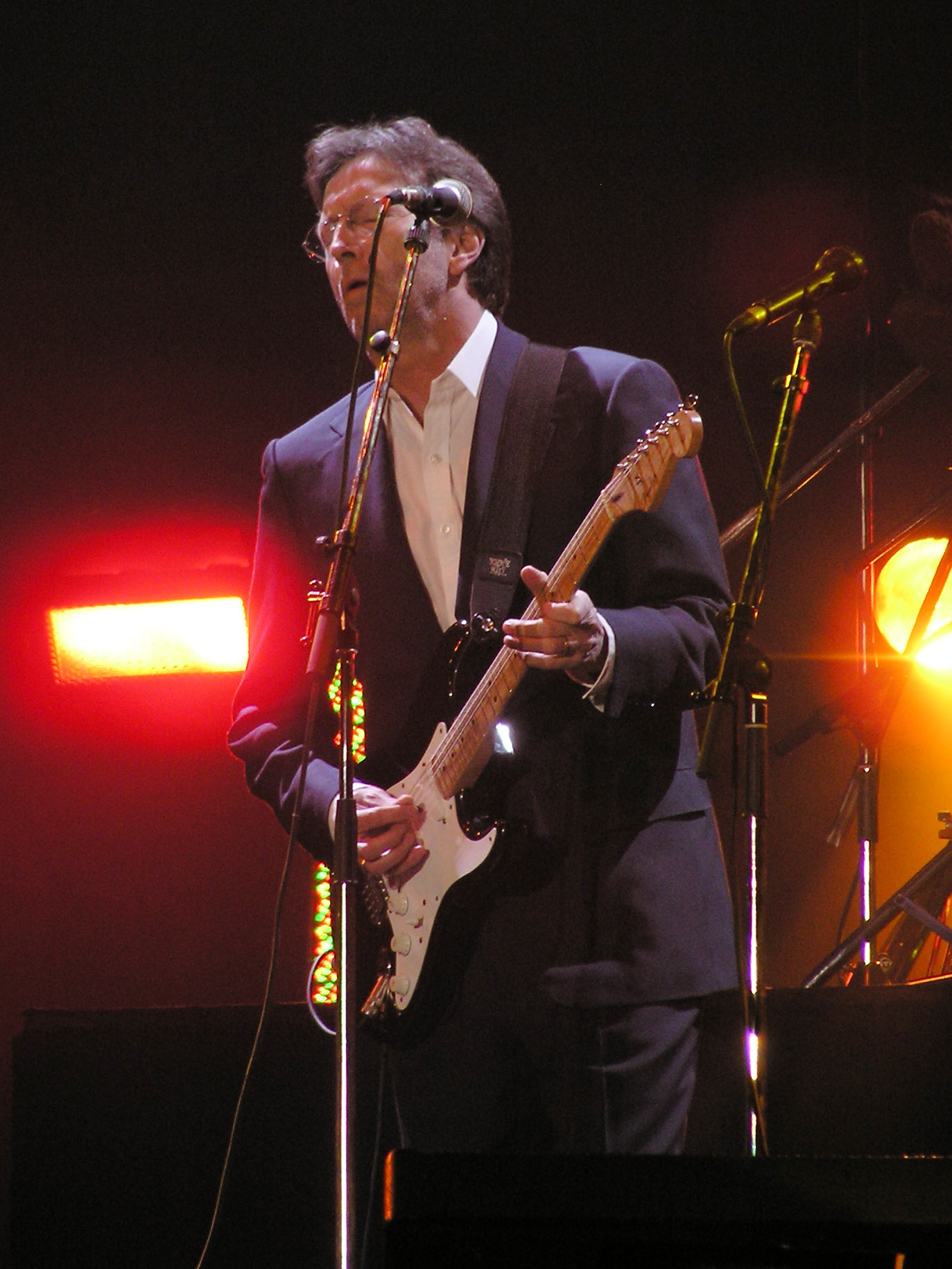
Эрик Клэптон со своим именным стратокастером (2005)

В 1959 году был прекращён выпуск грифа из цельного куска клёна (хотя кленовый гриф с кленовой накладкой предлагался в виде опции в 1967 году). Также существовал вариант накладки из палисандра на кленовом грифе. В 1969 году, после десятилетнего отсутствия, кленовый гриф, состоящий из цельного куска древесины, снова стал доступен как опция. Главной причиной перехода на палисандр был увеличившийся спрос на гитары (палисандр менее трудоёмок в обработке).
Чёрное дерево было выбрано материалом для накладки с запуском серии Ultra в 1989 году. Модели гитары с такими грифами включают American Deluxe FMT/QMT Stratocaster и Telecaster, запущенные в 2004 году, с изменёнными корпусами из ольхи и яркой панелью из клёна, HSS- (Stratocaster) и HH-датчиками (Telecaster) с переключателем S-1.
Многие музыканты обнаружили, что переключатель датчиков можно также устанавливать в промежуточные положения (часто используя подручные предметы типа спичек) и получать интересные варианты звучания, поэтому с 1977 года Fender Stratocaster выпускается с пятипозиционным переключателем.
В 1970—1980-е годы некоторые гитаристы начали устанавливать на Stratocaster хамбакеры, чаще всего в бриджевое положение. Это предпринималось для получения более сочного и плотного звука, особенно в таких стилях, как хард-рок и хеви-метал. Известными ранними примерами этого были Аллан Холдсворт и гитарист Iron Maiden Дейв Мюррей, а также самодельная гитара Эдди Ван Халена — Frankenstrat, которая была по существу одно-хамбакерным Stratocaster. Популярность этой модификации росла, и в итоге Fender начал производить модели с возможностью установки бриджевого хамбакера. Эта модификация получила прозвище «Fat Strat» из-за густого «жирного» звучания.
Музыканты почувствовали потерю изначально высокого качества гитар Fender после того, как компания была куплена CBS в 1965 году. В результате Stratocaster вышел из моды. Однако Джими Хендрикс и другие музыканты, ощущавшие влияние блюза, в конце 1960-х перешли на Stratocaster, увеличив тем самым популярность гитары. Использование Джорджем Харрисоном Stratocaster на живом выступлении 1971 года «The Concert For Bangla Desh» и отчасти также Эриком Клэптоном предопределило дальнейший рост популярности гитары среди рок-музыкантов.
Гитарист групп Deep Purple и Rainbow Ричи Блэкмор большую часть карьеры играл на стратокастере, как и его поклонник Ингви Мальмстин.
Кроме того, Stratocaster, выпускавшиеся в период до покупки производителя компанией CBS, чрезвычайно популярны и дороги из-за огромного различия качества даже с современными моделями. В настоящее время некоторые Stratocaster, произведённые в 1954—1958 годы, продаются более чем за 175 000 $.
После пика популярности в 1970-х годах, в начале 1980-х годов начался новый период затишья. В это время CBS-Fender удешевлялись путём удаления некоторых особенностей стандартных Stratocaster, несмотря на возрождение блюза и появления таких музыкантов, как Стиви Рэй Вон, Роберт Крэй и Бадди Гай.
В Англии гитарист The Shadows Хэнк Марвин, который имел первый Stratocaster, экспортированный в Европу (модель 1958 года Fiesta Red, давшая начало огромному успеху этого цвета в продажах Fender), играл на старых Stratocaster до конца 1980-х, потом сменив их на аналогичную именную модель.
В 1985 году, когда Fender был выкуплен Уильямом Шульцем у CBS, и качество изготовления гитар вернулось на высокий уровень, репутация марки и её доля на рынке вновь стали расти. Это привело к массовому увлечению «винтажными» гитарами, а также новыми моделями в классическом «винтажном» стиле.

## Современный модельный ряд
К 2007 году компания Fender предлагает широкую линейку стратокастеров наряду с «переизданиями» моделей прошлых лет, а также имеет подразделение «Custom Shop», которое производит гитары под заказ. Те, кто желал иметь точные копии определённого периода, могут заказать Stratocaster с оригинальными (покрытыми тканью) проводами, датчиками и конструкцией электроники и даже искусственным старением и окислением компонентов.
Серия American Deluxe поставляется со множеством высококачественных опций, таких как бриджевый хамбакер «Fender DH-1» и «American Floyd Rose» (вибрато с двумя точками блокировки бриджа) с роликовым порожком «LSR», запираемые колки на определённых моделях и бесшумные самарий-кобальтовые датчики с переключателем «S-1». Гитары, произведённые до 2004 года, имеют датчики «Vintage Noiseless» и крепление грифа на четырёх болтах. Также «American Deluxe Stratocaster HSS» (или «American Deluxe Fat Strat») использует два датчика «Hot SCN» для надлежащего баланса с датчиком типа хамбакер. Эта гитара была также доступна с опциональным «Fender Deluxe locking vibrato»-бриджем («American Deluxe Strat HSS LT»). Последняя была представлена в 1998 году, модернизирована в 2004 году и снята с производства в 2007 году.
Серия American Series Stratocaster имеет корпус из ольхи или ясеня, три сингловых датчика и систему «DeltaTone», которая включает в себя бриджевый датчик повышенной мощности и средний датчик с обратной намоткой. В 2007 была снята с производства версия «Hardtail». В 2003 году появился новый «American Strat HSS», который включает в себя «Diamondback»-хамбакер (в бридже) и два сингла «Tex-Mex» с переключателем «S-1». Модель HH с двойными хамбакерами «Sidewinder/Black Cobra» предлагалась до 2007 года.
Серия Vintage Hot-Rod включает гитары, оформленные в стиле 1950—1960-х годов.
Серия American Special, выпускаемая в Короне (Калифорния, США), включает стратокастеры, соединяющие традиционные и современные технологии. Стратокастеры, выпущенные в 1998—2002 годы, имеют оригинальное тремоло Floyd Rose. Они выпускались в конфигурациях с HSS- и HH-датчиками (набор из датчика типа хамбакер «DH-1» и двух датчиков «DeltaTone»). Линейка также включала гитары «Strat-O-Sonic» с корпусом из красного дерева и двумя вариантами звукоснимателей — «бруски мыла» «Black Dove P-90» или хамбакеры «Atomic II», которые оставались в производстве до 2007 года.
Серия VG Stratocaster разработана Fender совместно с японской компанией Roland и представлена в 2007 году. Гитары имеют датчики «Roland VG» с двумя дополнительными регуляторами: 5-позиционным для «Tuning Function» («функции настройки») и 5-позиционным регулятором «Mode» («режим»).
Серия Custom Classic — это версии моделей American Series, произведённые «Custom Shop»; они имеют С- или V-образный кленовый гриф с накладкой из клёна или красного дерева и бриджевый датчик «Hot Classic». Гитары, выпущенные до 2003 года, оснащались набором синглов «Fender Texas Special».
Гитары серии Highway One (представленные в 2000 году и модернизированные в 2006 году) имеют большую головку грифа, дизайн в стиле 1970-х годов, увеличенные лады, три оптимизированные для дисторшна сингла «Alnico III» и электронику «Greasebucket», которая приглушает высокие частоты, не добавляя низких. У «The Highway One Stratocaster HSS» имеется чёрный «Atomic II»-хамбакер в бридже. Модели выпускались ограниченными сериями по 150 штук. Двухцветная санбёрстовая расцветка, ясеневый корпус, кленовая накладка или покрытие «цвета морской волны», ольховый корпус, накладка из красного дерева — оба варианта имели маленькую головку грифа с эмблемой в «макаронном» стиле. Дополнительно гитары с корпусом из ольхи и накладкой из красного дерева комплектовались синглами «Custom Shop '69».